# ایلیا زابارنی
ایلیا بوریسوویچ زابارنی (اوکراینی: Ілля Борисович Забарний؛ زادهٔ ۱ سپتامبر ۲۰۰۲) بازیکن فوتبال اهل اوکراین است که در پست دفاع میانی برای باشگاه پاری سن ژرمن در لیگ فرانسه و تیم ملی اوکراین بازی می‌کند.